# Kupfergruppe
| Gruppe  | 11     |
| Periode |        |
| 4       | 29 Cu  |
| 5       | 47 Ag  |
| 6       | 79 Au  |
| 7       | 111 Rg |

In der 11. Gruppe des Periodensystems sind die Elemente Kupfer, die beiden Edelmetalle Silber und Gold und das erstmals 1994 hergestellte Element 111 Roentgenium enthalten. Die Gruppe wird auch als Kupfergruppe oder 1. Nebengruppe (nach CAS als IB) bezeichnet. Wegen ihrer traditionellen Verwendung werden Kupfer, Silber und Gold als Münzmetalle benannt.

## Vorkommen
Kupfer kommt in der Erdhülle in einer Konzentration von 100 ppm vor, Silber und Gold sind mit 0,08 bzw. 0,004 ppm dagegen sehr selten. Roentgenium wird nur durch künstliche Kernreaktionen gewonnen.
Die Elemente der Kupfergruppe sind bis auf das Roentgenium schon seit dem Altertum bekannt und kommen alle gediegen vor. Die Reinigung der Rohmetalle erfolgt durch elektrolytische Raffination (Kupferraffination).

Die Metalle
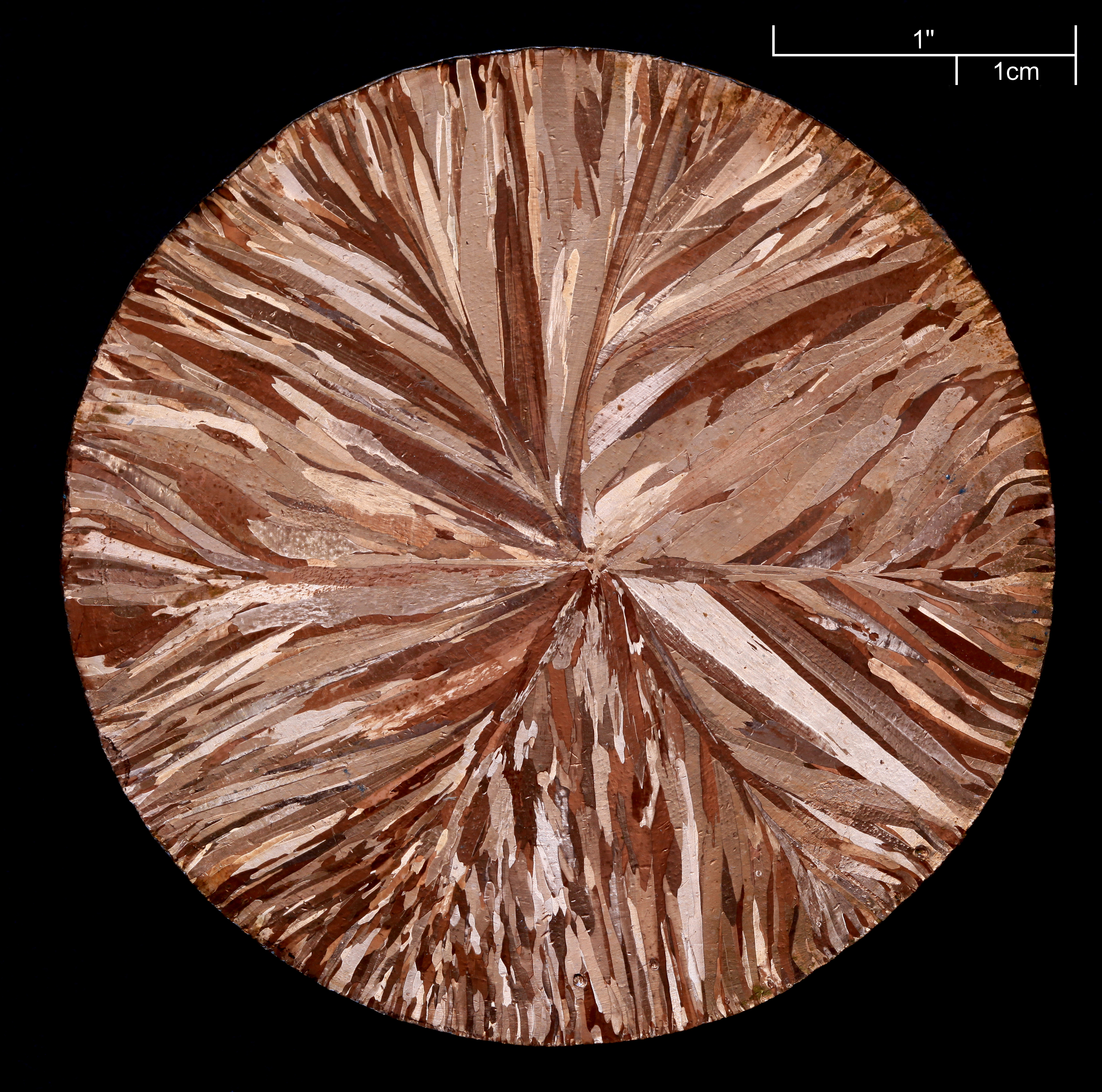
Kupfer makrogeätzt, 99,95 %
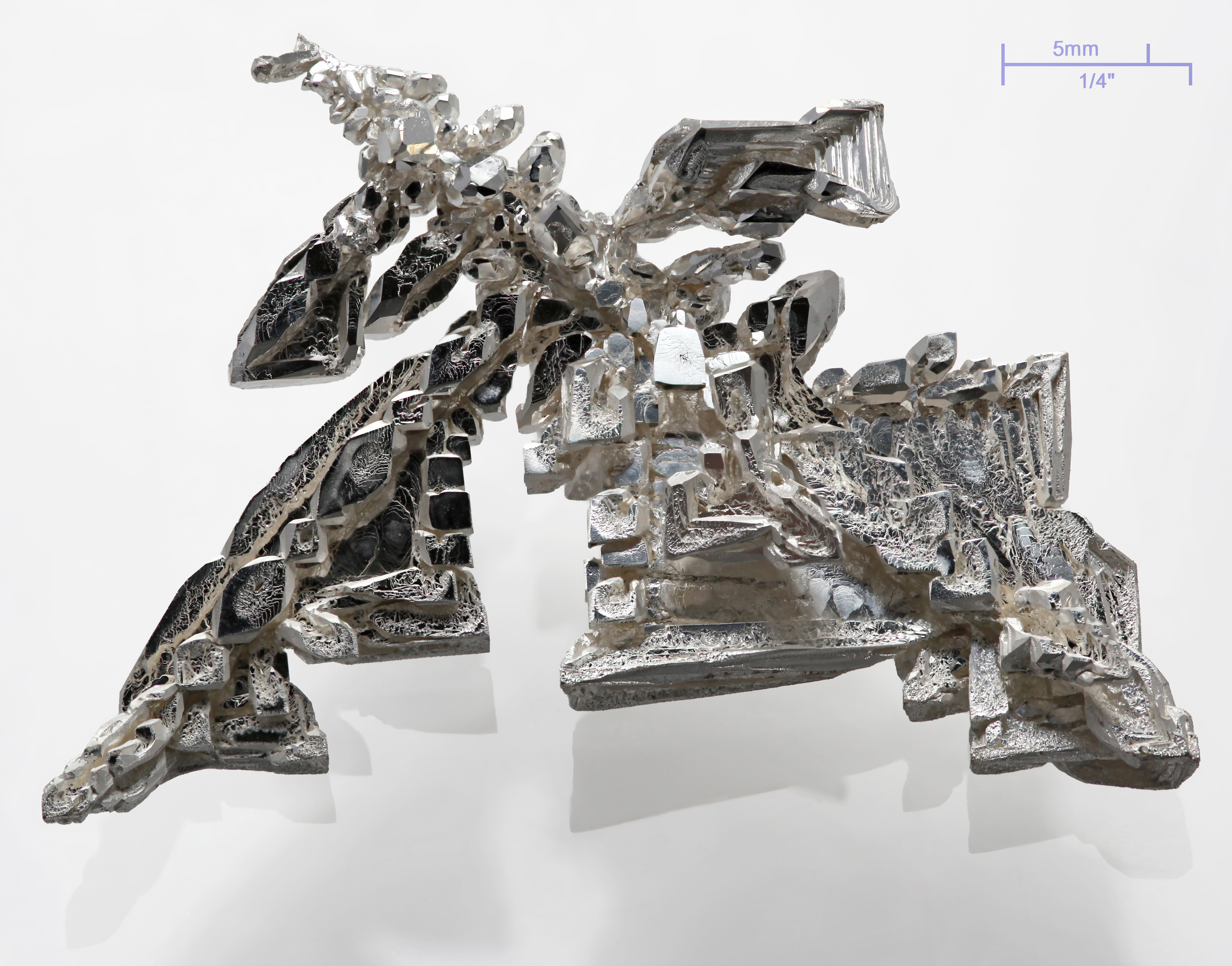
Silber, Kristalldendrit, >99,95 %
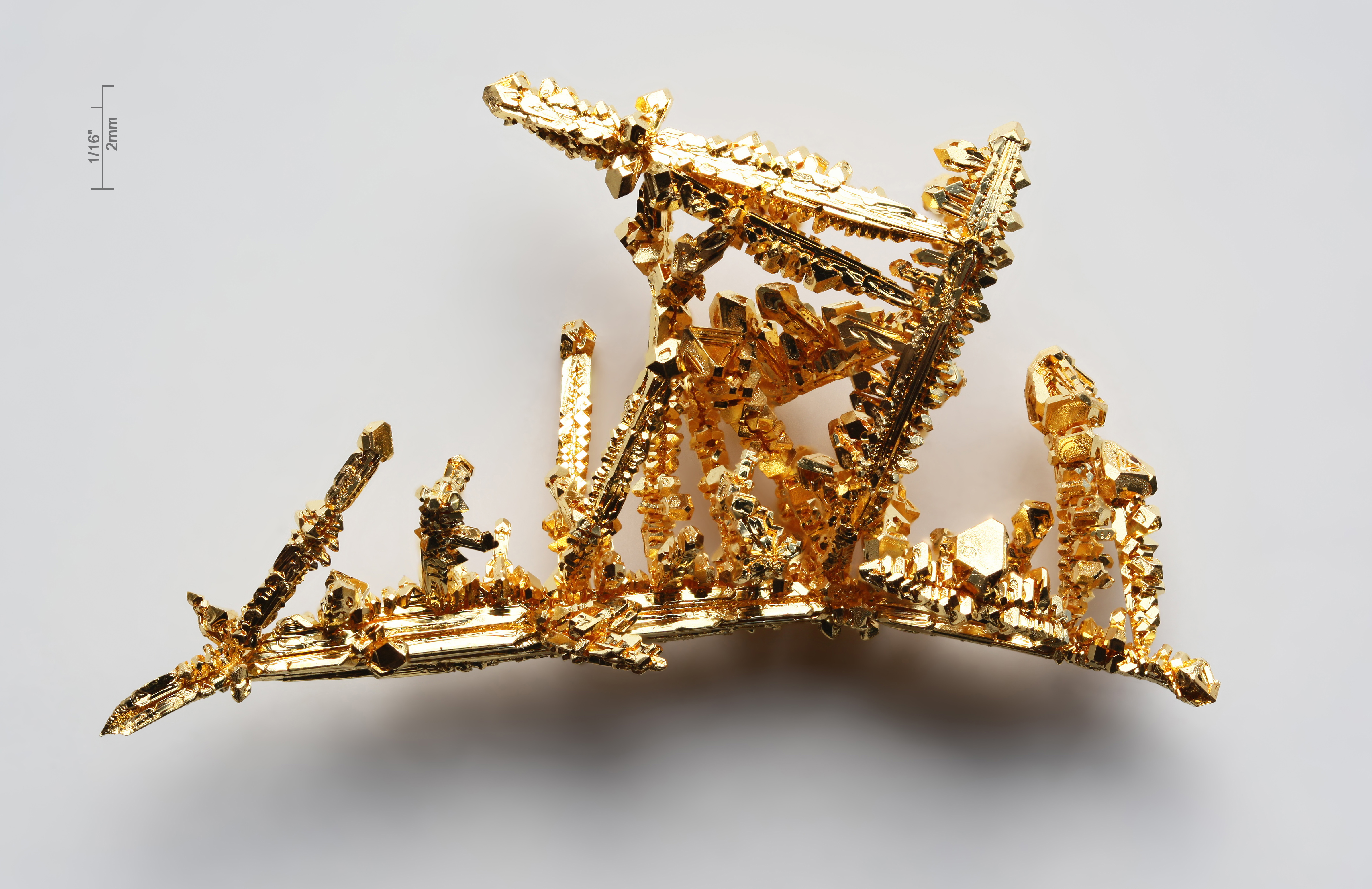
Gold-Kristalle, ≈99,99 %

## Eigenschaften
Die Elektronenkonfiguration der Elemente ist (n−1)d10ns1. Mit den Alkalimetallen sind sie nur bedingt verwandt; so sind die Halogenide der Gruppe-11-Elemente kovalenter und schwerer löslich als die Alkalihalogenide, außerdem besitzen Cu, Ag, Au deutlich höhere Ionisierungsenergien und Sublimationsenergien, woraus der edlere Charakter resultiert.
Die Oxidationsstufen +1 bis +3 sind häufig, +4 und +5 kommen seltener vor. Komplexe werden in allen Stufen gebildet, wobei für +1 eine etwas ungewöhnliche lineare Koordination erfolgt. Die Oxidationsstufen sind bei den Münzmetallen sehr unterschiedlich; die stabilsten Oxidationsstufen sind +2 für Kupfer, +1 für Silber und +3 für Gold.
Die Metalle der Gruppe 11 kristallisieren kubisch-flächenzentriert.
Gold ist glänzend, korrosionsbeständig, hat einen niedrigen Schmelzpunkt und ist mechanisch verformbar. Daher ist es ideal für die Herstellung von Kult- und Schmuckgegenständen, wie z. B. die Himmelsscheibe von Nebra und die Grabmaske des Tutanchamun. Kupfer ist seit 9000 Jahren als Werkstoff bekannt und wurde in der Bronzezeit ab ca. 3000 v. Chr. in einer Legierung mit Zinn verwendet.